# Nico, das Einhorn
Nico, das Einhorn (auch Das kleine Einhorn) (orig. Nico the Unicorn) ist ein kanadischer Fantasyfilm von Graeme Campbell aus dem Jahr 1998 und eine Verfilmung des Buches Nico the Unicorn von Frank Sacks. 

## Handlung
Der 12-jährige Billy Hastings muss seit einem Autounfall, bei dem sein Vater tödlich verunglückte, eine Beinstütze aus Metall tragen. Vor kurzem ist er mit seiner Mutter von Boston nach Vermont gezogen und lebt hier auf einer kleinen Farm auf dem Land. Billy ist darüber nicht sehr glücklich, denn es gibt noch viel Arbeit an dem alten Haus, und Freunde hat er hier auch keine. In der Schule ist er nicht nur als neuer Schüler, sondern auch wegen seiner Behinderung ein Außenseiter. Einzig Carolyn Price ist freundlich zu ihm und nicht so abweisend wie die anderen Mitschüler. Dennoch verbringt er seine freie Zeit vorerst allein. Eines Tages fällt ihm ein kleiner Zirkus auf, der mit „ungewöhnlichen Kreaturen“ wirbt. Als Billy sich dort umsieht, entdeckt er ein verschmutztes Pony, das als „letztes lebendes Einhorn“ zur Schau gestellt wird. Der Besitzer will das Tier an einen Pferdeschlächter geben, und Billy möchte es retten. Er überredet seine Mutter, es zu kaufen, schließlich gelten Einhörner als Glücksbringer, und Glück könnten sie doch eigentlich gut gebrauchen.
Billy kümmert sich liebevoll um das Tier, und seine Heldentat von der Rettung des Ponys wird zum Dorfgespräch. Carolyn kommt ihn sogar auf der Farm besuchen und ist sehr angetan von dem hübschen weißen Pony. Zugern würde Billy es auch reiten, aber bei einem Sturz könnte sein Bein noch größeren Schaden nehmen. Polizist Tom, der sich mit Billys Mutter angefreundet hat, sieht sich ebenfalls das Pony an und ist sich sicher, dass die Stute trächtig ist. Schon bald bringt sie tatsächlich ein schneeweißes Fohlen zur Welt, und Billy ist davon überzeugt, dass es sich dabei um ein echtes Einhorn handelt, denn der kleine Hengst hat eine seltsame Beule auf der Stirn. Schon am nächsten Tag ist der kleine Nico bereits fast so groß wie seine Mutter, und auch das Horn ist nun eindeutig zu erkennen. Während Billy in der Schule ist, dringt ein Puma, der schon seit Tagen um die Farm schleicht, in die Scheune ein. Das Pony lenkt den Angreifer von dem Fohlen ab und lockt den Puma in die Berge, wo es von dem Raubtier getötet wird.
Nico wächst in kürzester Zeit zu einem stattlichen, großen Einhorn heran. Während Billys Mutter bisher das Gerede ihres Sohnes von einem Einhorn für seine kindliche Fantasie hielt, wird sie eines besseren belehrt, als ihr Nico eines Morgens im Haus gegenübersteht. So schnell wie er gekommen war, verlässt er es auch wieder, aber Julie Hastings ist sprachlos. Noch wundersamer entwickelt sich ihre Farm, denn überall, wo Nico sich aufhält, wachsen herrliche Pflanzen. Billys Versuch, die Existenz des Einhorns geheim zu halten, droht zu scheitern. Zwar weiß eigentlich nur Carolyn von dem Wundertier, aber durch sie erfahren auch deren Freunde davon und wollen Fotos von Nico machen, um sie dem Lokalreporter zu verkaufen. Billy hat große Angst, dass man ihm Nico wegnimmt, wenn die Menschen ihn entdecken. Deshalb verlässt er die Farm, um Nico in die Berge zu bringen, wo er sich besser verstecken kann. Er will ihn so weit weg bringen, wo ihn niemand finden kann, denn die Öffentlichkeit ist schon jetzt nicht mehr zurückzuhalten. Alle machen Jagd auf das wundersame Einhorn, und Billys Mutter ist in großer Sorge, dass ihrem Sohn etwas passieren könnte. Gemeinsam machen sich Julie, Tom und Carolyn mit Pferden auf den Weg, Billy zu helfen. Als sie ihn fast eingeholt haben, sieht Julie ihren Sohn auf Nico reitend. Beide galoppieren auf einen Abhang zu, und Nico springt mit Billy über den vor ihnen liegenden Canyon, sodass ihnen niemand mehr folgen kann. Billys Mutter hat das Gefühl, dass Nico Billy irgendwo hinbringen will. Damit soll sie recht behalten, denn Nico zeigt Billy eine Höhle mit Felszeichnungen von Einhörnern und letztendlich eine märchenhafte Welt – Nicos eigentlichem Zuhause. Billy bemerkt, dass sich plötzlich sein Bein so anders anfühlt, und er kann wieder normal laufen, ja sogar rennen wie seit Jahren nicht. Billy verabschiedet sich von seinem Freund und läuft zurück zu seiner Mutter. Auf die Frage eines Reporters, wo denn das Einhorn wäre, antwortet Billy: „Einhörner gibt es nicht, das sollten Erwachsene doch wissen.“ Dabei zwinkert er seiner Mutter zu, die ihren Sohn glücklich anlächelt.

## Produktion
Die Dreharbeiten für Nico, das Einhorn erfolgten vom 30. April bis Juni 1997 in Montréal, Hudson und der Westwood High School Senior Campus in Hudson in Québec, Kanada.

## Kritik
TV today schrieb, „Nico, das Einhorn […] verwandelt trostlose Weiden in Paradiesgärten.“ Dieser „kanadische […] Kinder-Abenteuerfilm mit Anne Archer“ biete „kindgerechte Spannung [und] nette Bilder“.